# Ivan Ozarkevyč
Ivan Ozarkevyč, cyrilicí Іван Озаркевич, polsky též Iwan Ozarkewycz (5. prosince 1826 Hlyboke – 9. února 1903 Bolechiv), byl rakouský řeckokatolický duchovní a politik rusínské (ukrajinské) národnosti z Haliče, v 2. polovině 19. století poslanec Říšské rady.

## Biografie
Ve Lvově vystudoval bohoslovectví a v roce 1848 byl vysvěcen na řeckokatolického kněze. Působil jako administrátor, od roku 1854 coby farář na farnosti Belelulja v okrese Sňatyn. Od roku 1860 byl děkanem ve Sňatyni, od roku 1882 kanonikem a radou metropolitní konzistoře. V roce 1884 nastoupil jako farář do Bolechivu. Byl veřejně a politicky aktivní. Zasedal v okresní školní radě. V letech 1868–1884 zastával funkci náměstka starosty okresní rady ve Sňatyni. Byl členem haličsko-ruské matice a dalších národních spolků. Zasedal v obecní radě v Belelulje a v Krasnostavcích.
V letech 1867–1876 zasedal jako poslanec Haličského zemského sněmu. Byl i poslancem Říšské rady (celostátního parlamentu), kam usedl v prvních přímých volbách roku 1873 za kurii venkovských obcí v Haliči, obvod Kolomyja, Kosiv, Sňatyn atd. V roce 1873 se uvádí jako Johann Ozarkiewicz, řeckokatolický děkan, bytem Belelulja. Mandát obhájil ve volbách roku 1879 a volbách roku 1885.
V parlamentu zastupoval provládní rusínský blok. Ten v roce 1873 čítal 15-16 poslanců (jeden poslanec, Stepan Kačala, kolísal mezi rusínským a polským táborem). Ozarkevyč náležel mezi deset rusínských poslanců z řad řeckokatolického kléru. Rusíni zpočátku v roce 1873 tvořili jen volnou skupinu, která v parlamentu vystupovala jako spojenec německorakouské centralisticky a liberálně orientované Ústavní strany. Brzy však vznikl samostatný Rusínský klub. Jako člen Rusínského klubu se uvádí i v roce 1878. V roce 1890 se uvádí jako poslanec bez klubové příslušnosti.
Zasloužil se o rozvoj školství a silniční sítě a výstavbu několika kostelů ve svém regionu. Bojoval za práva haličských Ukrajinců. Požadoval rovnost v daňových odvodech a investicích mezi etnickými Poláky a Ukrajinci. Býval i předsedou Rusínského klubu na Říšské radě. Národní listy uvádějí, že o mandát poslance nakonec přišel ve volbách po machinacích polské strany.
V roce 1895 byl členem ukrajinské delegace do Vídně. Zastával funkci předsedy ukrajinského zemského výboru pro volby do Říšské rady roku 1897.
Zemřel v únoru 1903.
Jeho dcera Natalija Kobrynska byla spisovatelka.